# Analiza aktywacyjna
Analiza aktywacyjna – metoda wykrywania śladowych ilości substancji poprzez wywołanie sztucznej promieniotwórczości izotopów tejże substancji. Pozwala na wykrywanie śladowych ilości pierwiastków, nawet rzędu bilionowych części grama.
Próbkę napromieniowuje się strumieniem cząstek naładowanych lub neutronów. Powstały radioizotop przeważnie oznacza się metodami radiometrycznymi. Pomiar najczęściej przeprowadza się równolegle, w tych samych warunkach, na wzorcu - substancji o znanej zawartości danego pierwiastka, w celu porównania.
Dzięki znacznym i znanym różnicom między radioizotopami, wpływ innych pierwiastków (niebędących przedmiotem zainteresowania), jest niewielki.
Na czułość analizy ma wpływ między innymi:
- gęstość strumienia cząstek,
- przekrój czynny napromieniowanego izotopu na wychwyt cząstek aktywujących,
- półokres i rodzaj promieniowania emitowany przez aktywowany pierwiastek.

## Zastosowania
Analizę aktywacyjną stosuje się w:
- metalurgii, np. wykrywanie domieszek w metalach i stopach (zanieczyszczenia rzędu 10-7%)
- badaniach biochemicznych, np. w medycynie sądowej (np. możliwość wykrycia 10-10g arsenu we włosach lub płynach ustrojowych), biologii (zmiany zawartości sodu i potasu w pojedynczym aksonie pod wpływem bodźców elektrycznych)
- geochemii, np. oznaczanie mikroskładników w glebie
- przemyśle spożywczym, np. wykrywanie pestycydów i innych środków ochrony roślin w niemal dowolnych produktach spożywczych

## Odmiany analizy aktywacyjnej
Nazwę analiza aktywacyjna często wydłuża się o człon określający rodzaj cząstek wywołujących sztuczną radioaktywność:
- neutronowa – próbka jest napromieniowywana neutronami, aktywacja neutronowa
- za pomocą cząstek α – napromieniowywanie helionami
- za pomocą jonów ciężkich – aktywowanie jonami dodatnimi, najczęściej protonami, jądrami deuteru lub helu. Często używana przy oznaczaniu fosforu i żelaza